# Kakopetria
Kakopetria (en griego: Κακοπετριά) es un pueblo perteneciente al Distrito de Nicosia de Chipre, ubicado al suroeste de la capital, en la cara norte de las montañas de Troodos. Se encuentra a una altitud de 667 metros y es el pueblo más alto en el Valle de Solea. La comunidad cuenta con unos 1.200 habitantes permanentes y un par de cientos más que, o bien tienen una casa de verano o son originarios de Kakopetria pero trabajan en Nicosia. Está rodeado de frondosos bosques y está construido a orillas del los ríos Kargotis y Garillis.

## Geografía
Los dos ríos se unen dentro de pueblo y forman el río Klarios, que cruza el valle de Solea y desemboca en la Bahía de Morphou. El asentamiento de Kakopetria se extiende a lo largo del valle de los dos ríos. El moderno Kakopetria con sus grandes casas modernas y sus techos de tejas, está construido en pendiente en las riberas del río y se encuentra en la parte oriental del valle mientras que el viejo Kakopetria está construido al oeste del valle y entre los dos ríos, aquí los techos de las casas están en pendiente y son de azulejos y casi todas tienen un piso superior y un balcón de madera.
Se encuentra a una altitud de 667 metros (es el pueblo más alto en el Valle de Solea), el clima es más bien seco y recibe una precipitación media anual de 648 milímetros. Se cultivan en la zona árboles frutales (principalmente manzanos, perales, ciruelos, albaricoqueros, melocotoneros y cerezos), verduras (principalmente patatas y tomates), vides (distintas variedades de vino de mesa) y algunos cereales. Kakopetria es especialmente reconocida en Chipre por la calidad de sus manzanas.

## Etimología
Se cree que Kakopetria tomó este nombre (compuesto de las palabras "Kako" y "Petra" que significan malo/áspera y piedra) porque en otros tiempos la zona era rocosa y también difícil de escalar.

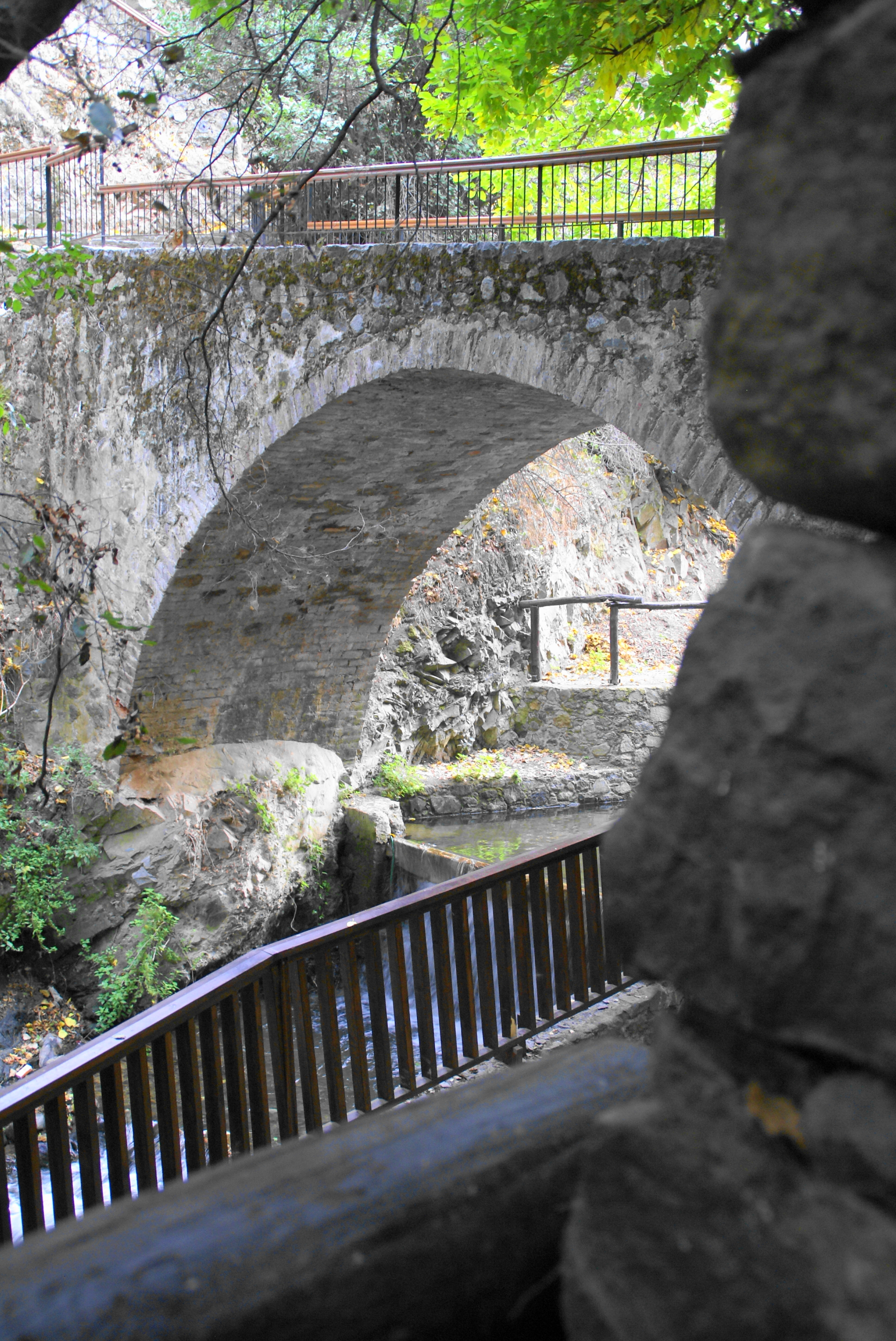

Cerca del puente en la entrada del pueblo, hay una gran roca conocida como "Petra tou Androgynou" (La roca de las Parejas). Según la tradición, las parejas de recién casados se sentaban en esta roca. Un día esta rodó y aplastó a una pareja de recién casados con lo cual después de este suceso los habitantes llamaron a la piedra "Kakopetra" (piedra mala) y luego el pueblo tomaría el nombre de "Kakopetria".
Una tercera versión cuenta que algún noble del Valle Marathasa tuvo 3 hijos. Eran Nikos, Panagiotis y Petris (Pedro). Petris era travieso, tenso, insoportable y malvado. Sus hermanos cansados de él le pidieron a su padre que le enviara lejos. Así, el padre lo mandó al otro lado de la montaña. De esa manera, Petris llegó a la zona de la antigua aldea, siendo el primer habitante. La combinación de las palabras "kakos" (mal) y "petris", dio al pueblo el nombre de Kakopetria. Los otros dos hermanos fundaron otras dos aldeas, Nikos la aldea de Oikos ("nikos" sin la N, se convirtió en "Ikos") y Panagiotis siendo tan amable y compasivo fundó el pueblo de Kalopanayiotis ("kalos", significa bueno/amable).

## Historia

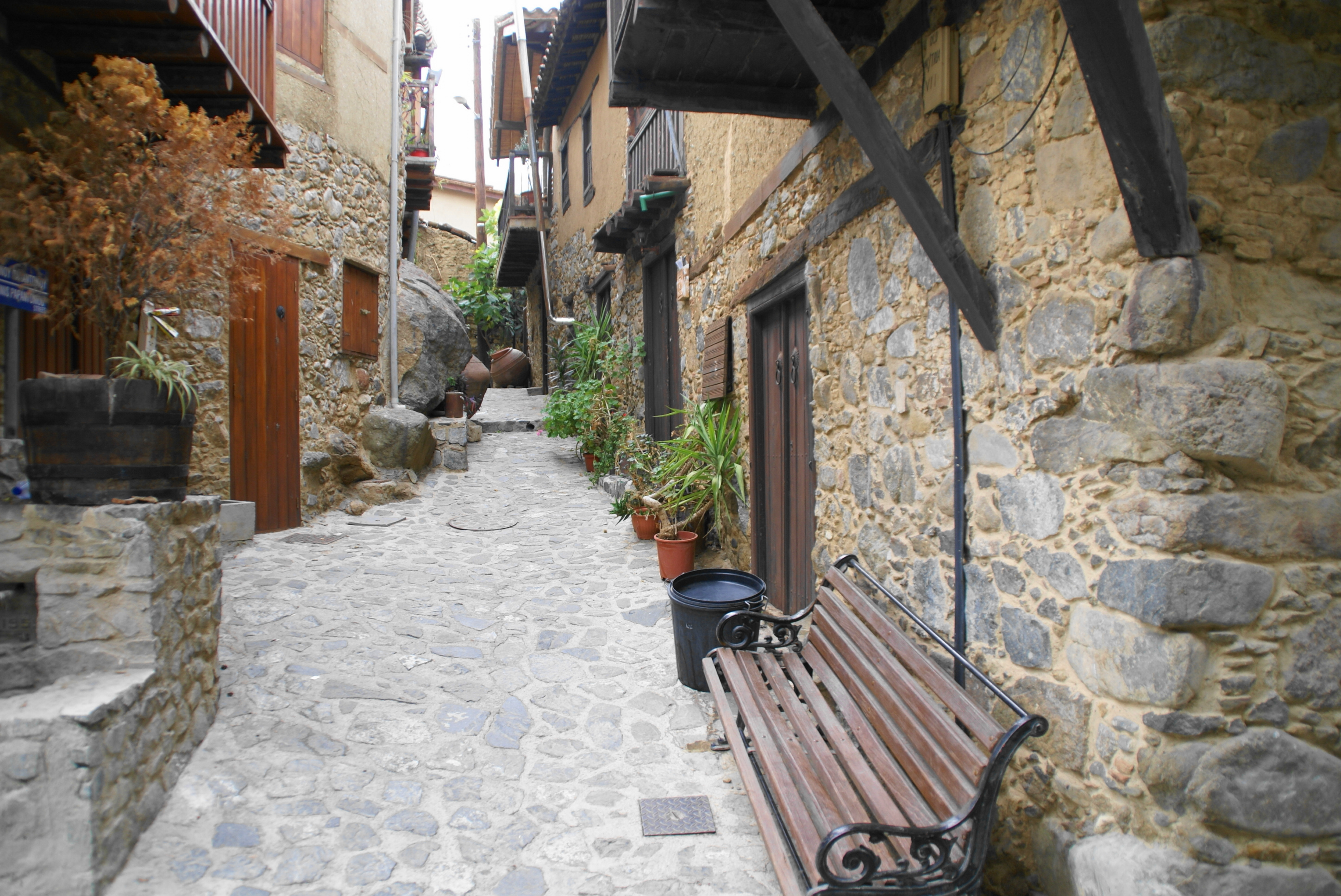
Calle medieval de Kakopetria

Kakopetria, aunque mencionada por los cronistas medievales, existía, al menos, desde la Edad Media al estar marcado en los mapas antiguos y de hecho bajo el mismo nombre: "Cacopetria" y/o "Chachopetria". Sin embargo, es muy probable que ya hubiera una aldea en el lugar, incluso antes de la época bizantina.
El asentamiento de Kakopetria, aunque mencionado por los cronistas medievales, existía al menos desde la época del gobierno franco. La región del pueblo estaba habitada desde el siglo VI-VII d.E. como lo demuestran las diversas excavaciones que se realizaron en 1938 en la parte antigua del pueblo.
Durante las excavaciones se descubrió un dispensador de un antiguo santuario, probablemente dedicado a la diosa Atenea. Se encontró un gran número de piezas pequeñas, principalmente hechas de terracota, muchas de las cuales representan a la diosa Atenea, también estatuas y trozos de estatuas de piedra caliza y piezas de bronce y hierro pertenecientes a puntas de lanza y flechas. Los hallazgos probablemente datan de las épocas arcaica y clásica de Chipre. Otras estatuillas representan a Hércules y son una indicación de que él también era adorado en la zona junto con la diosa Atenea. Estos resultados se encuentran en el Museo Arqueológico de Nicosia.
Kakopetria fue durante muchos años un pueblo famoso por la cría de gusanos de seda y la producción y también el procesamiento de la seda, hasta incluso después de la Segunda Guerra Mundial. De hecho, se menciona que durante los años de esta guerra los británicos incautaron la totalidad de la producción de seda de Kakopetria (como lo hicieron con la producción de otros pueblos en Chipre) para la fabricación de paracaídas.

## Iglesias y capillas

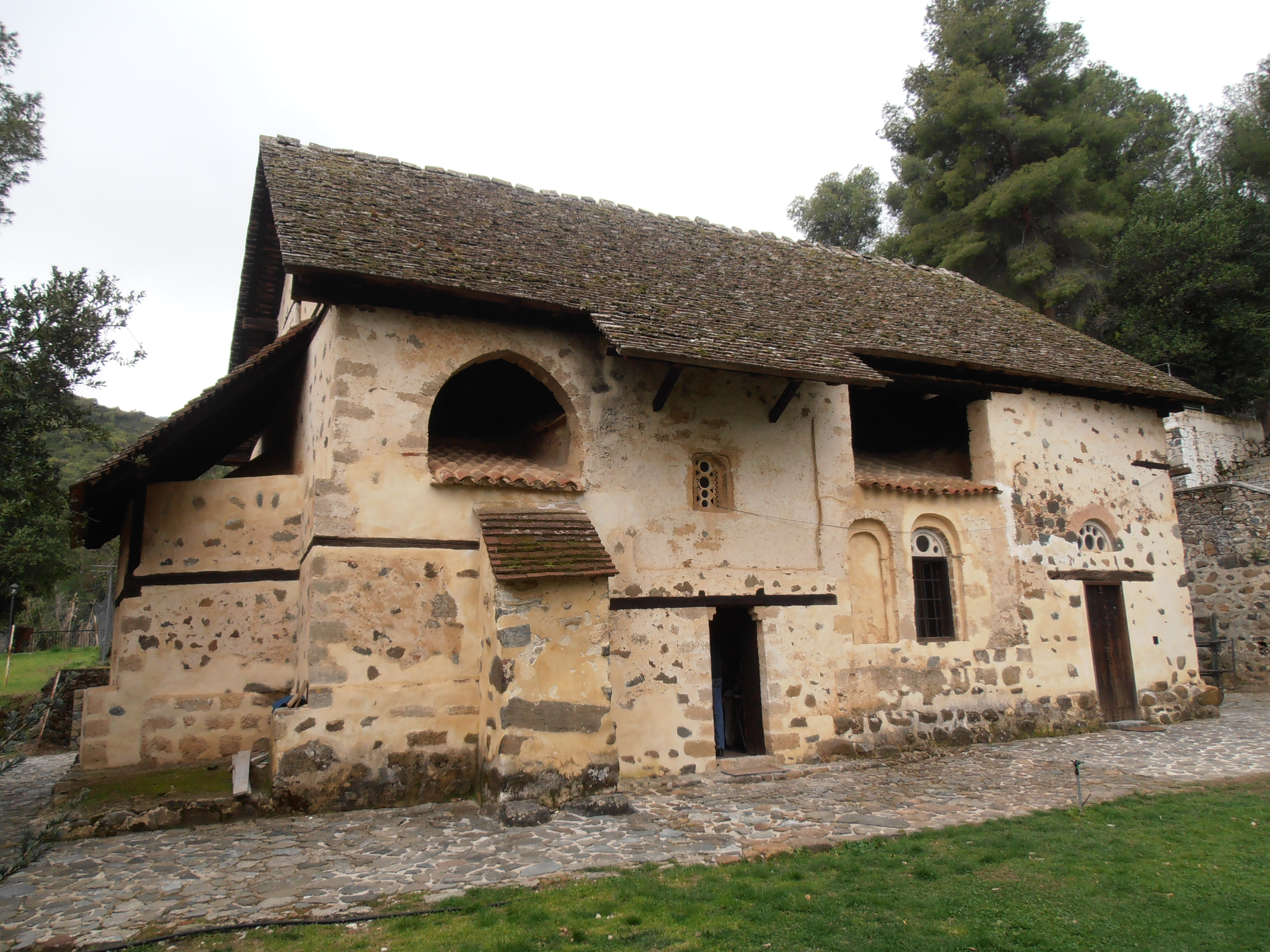
Iglesia Agios Nikolaos Stegis

La localidad cuenta con numerosas iglesias y capillas de gran belleza e historia. La más visitada es Agios Nikolaos Stegis al estar reconocida por la UNESCO como Patrimonio de la Humanidad junto a otras nueve Iglesias pintadas de la región de Troodos. También merece una visita la pequeña iglesia con un viejo techo de granero de Panagia Theotokos ("el Dios que creo la luz"), construida a partir de 1520 y con hermosos frescos. Las restantes son:
- Agios Panteleimonas
- Agios Georgios Perachoritis
- Iglesia Sotiros
- Agios Fanourios